# Densophthalmidium
Densophthalmidium es un género de foraminífero bentónico de la familia Ophthalmidiidae, de la superfamilia Cornuspiroidea, del suborden Miliolina y del orden Miliolida. Su especie tipo es Densophthalmidium umbonatum. Su rango cronoestratigráfico abarca desde el Carniense superior hasta el Rhaetiense (Triásico superior).

## Discusión
Clasificaciones más recientes incluyen Densophthalmidium en la superfamilia Nubecularioidea.

## Clasificación
Densophthalmidium incluye a las siguientes especies:
- Densophthalmidium americanum †
- Densophthalmidium depressulum †
- Densophthalmidium exigum †
- Densophthalmidium umbonatum †